# Skepta
Skepta, pseudonimo di Joseph Junior Adenuga (Londra, 19 settembre 1983), è un rapper inglese.
I suoi genitori sono originari dalla Nigeria, i genitori si trasferirono da Lagos a Londra quando Joseph aveva solo tre anni. È un produttore e DJ, spesso associato alla scena Grime Nord londinese, assieme ai Roll Deep e a Boy Better Know. Il suo nome deriva dalla parola inglese "Sceptre", ovvero ciò che usano gli illusionisti, ma lui preferiva un nome che fosse scritto diversamente e che fosse l'unico ad apparire nella schermata di YouTube, quindi lo cambiò.
Skepta cominciò la sua carriera dopo aver battuto oltre 300 MC in una Battle, e superando in finale Tempa T. Ha formato una partnership con suo fratello Jme, e cominciò ad essere conosciuto anche nella Greater London dopo aver scritto il singolo Private Caller collaborando con suo fratello e con molti membri della Meridian Crew. Ha collaborato con A$AP ROCKY nella hit internazionale Praise the Lord (Da Shine).

## Carriera

### Boy Better Know
Skepta fondò con suo fratello una nuova etichetta discografica chiamata Boy Better Know sul finire del 2005.
Agli inizi del 2006 fu pubblicato Shut Yuh Mut-Boy Better Know Edition 1 che vede come protagonisti i due fratelli e Big H, e col passare degli anni si sono aggiunti altri artisti come Frisco e Wiley per registrare alcuni dei loro Mixtape.
Nel settembre del 2007 Skepta pubblica il mixtape Greatest Hits che fu distribuito per tutta la nazione. Però viene lasciato andare da Wiley che aveva cominciato ad ottenere successo con i Roll Deep. Ebbe inoltre un beef con quest'ultimo, che pubblicò il dissing Barnett, mentre Skepta registrò House in The Country, che furono entrambe caricate su YouTube da entrambi gli artisti. Più tardi fu poi dichiarato che il beef era solo una notizia falsa.

### Doin' It Do It Again
Nel 2010 Skepta pubblicò tre singoli per l'album Doin' It Do It Again, intitolate Bad Boy, Rescue Me e Cross My Heart assieme Preeya Kalidas, e anche un video per Hello Good Morinig. Tutti questi singoli entrarono nella top 40 del Regno Unito con Rescue Me che fu quella di maggiore successo occupando la posizione numero 14.
Dopo il successo del singolo Bad Boy tutti i lavori di Skepta furono spostati dal proprio canale a quella della AATW (All Around The World) records.
La AATW ha dichiarato che Doin' It Again sarà distribuito il 31 gennaio 2011 e sarò disponibile per i download il 7 febbraio 2011.

## Discografia

### Album in studio
- 2007 – Greatest Hits
- 2009 – Microphone Champion
- 2011 – Doin' It Again
- 2016 – Konnichiwa
- 2019 – Ignorance Is Bliss
- 2020 – Insomnia (con Chipmunk e Young Adz)

### EP
- 2017 – Vicious EP
- 2021 –  All In

### Mixtape
- 2006 – Joseph Junior Adenuga
- 2010 – Been There Done That
- 2011 – Community Payback
- 2012 – Blacklisted
- 2015 – The Tim Westwood Mix

### Singoli
- 2008 – Rolex Sweep
- 2009 – Sunglasses At Night
- 2009 – Too Many Man (con Wiley feat. Boy Better Know)
- 2009 – Lush
- 2010 – Bad Boy
- 2010 – Rescue Me
- 2010 – Cross My Heart (feat. Preeya Kalidas)
- 2011 – So Alive (feat. N-Dubz)
- 2011 – Amnesia
- 2012 – Hold On
- 2012 – Make Peace Not War
- 2014 – That's Not Me (feat. Jme)
- 2015 – Shutdown
- 2016 – Ladies Hit Squad (feat. D Double E, ASAP Nast)
- 2016 – Man
- 2017 – No Security
- 2017 – Hypocrisy
- 2017 – Ding-A-Ling (feat. Stefflon Don)
- 2018 – Pure Water
- 2018 – Energy (Stay Far Away) (feat. Wizkid)
- 2018 – Stay with It (feat. Suspect, SHAILAN)
- 2018 – Neighbourhood Watch (feat. LD)
- 2018 – The Answer (con Daisy Maybe)
- 2019 – Wish You Were Here
- 2019 – Bullet from a Gun
- 2019 – Greaze Mode (con Nafe Smallz)
- 2020 - Waze